# Heteropelma inclinum
Heteropelma inclinum är en stekelart som beskrevs av Wang 1984. Heteropelma inclinum ingår i släktet Heteropelma och familjen brokparasitsteklar. Inga underarter finns listade i Catalogue of Life.